# Chi Cancri
Chi Cancri (18 Cancri) é uma estrela na direção da constelação de Cancer. Possui uma ascensão reta de 08h 20m 03.87s e uma declinação de +27° 13′ 07.0″. Sua magnitude aparente é igual a 5.13. Considerando sua distância de 59 anos-luz em relação à Terra, sua magnitude absoluta é igual a 3.84. Pertence à classe espectral F6V.